# جون جورج ديفيز
جون جورج ديفيز (17 فبراير 1846 بملبورن في أستراليا - 12 نوفمبر 1913 في أستراليا) (بالإنجليزية: John George Davies)‏ هو صحفي ولاعب كريكت أسترالي. لعب مع فريق تسمانيا للكريكت.

## وصلات خارجية
- جون جورج ديفيز على موقع إي آس بي آن كريك إنفو (الإنجليزية)